# Лычаны
Лычаны (укр. Личани) — село в Олыкской поселковой общине Луцкого района Волынской области Украины.
До 2020 года входило в Киверцовский район.
Код КОАТУУ — 0721855401. Население по переписи 2001 года составляет 446 человек. Почтовый индекс — 45263. Телефонный код — 3365. Занимает площадь 2,406 км².

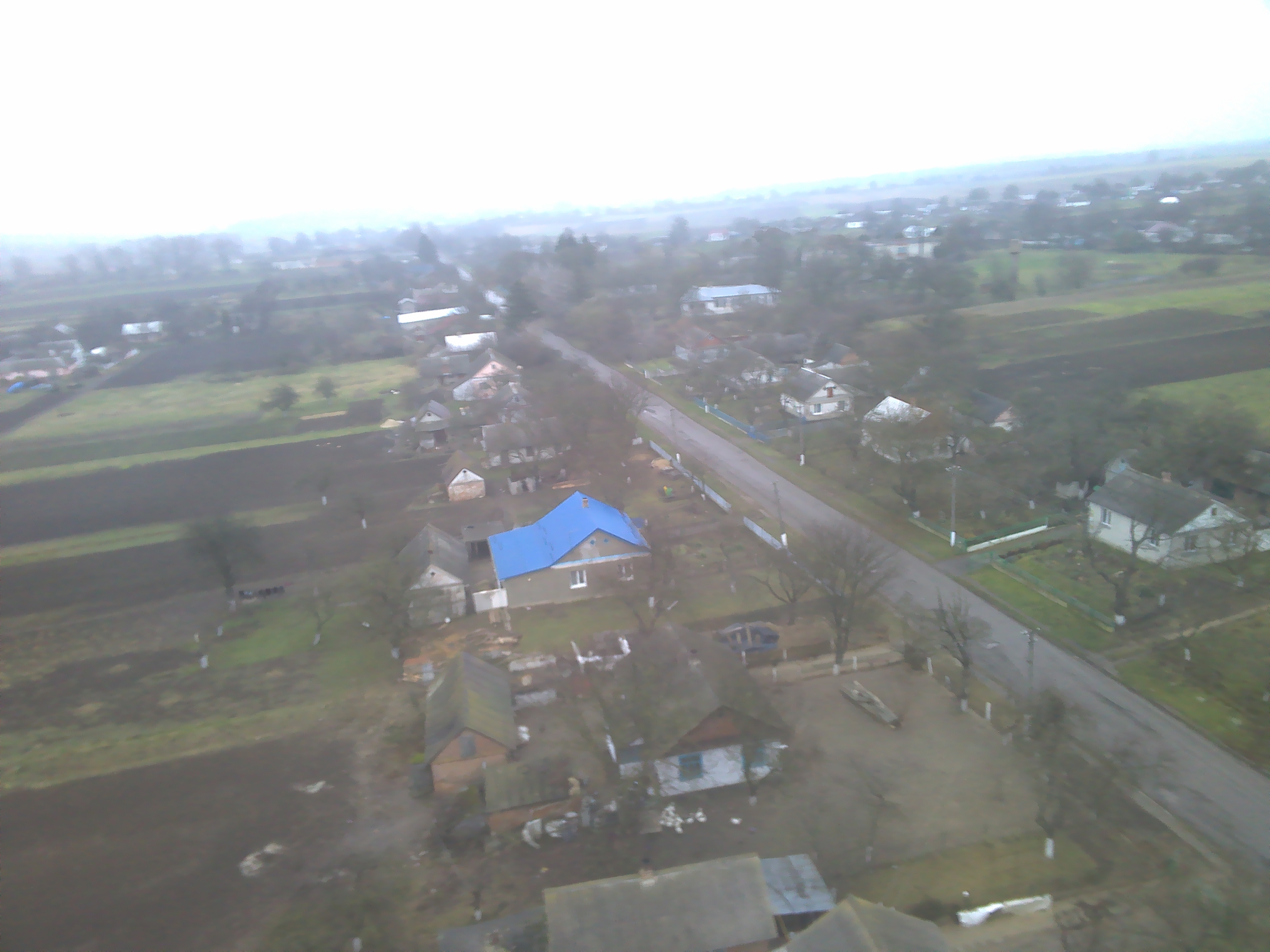